# Eremiaphila pierrei
Eremiaphila pierrei är en bönsyrseart som beskrevs av Lucien Chopard 1954. Eremiaphila pierrei ingår i släktet Eremiaphila och familjen Eremiaphilidae. Inga underarter finns listade i Catalogue of Life.